# Freys vapenfluga
Freys vapenfluga (Oxycera centralis) är en tvåvingeart som beskrevs av Friedrich Hermann Loew 1863. Freys vapenfluga ingår i släktet Oxycera och familjen vapenflugor. Enligt den svenska rödlistan är arten otillräckligt studerad i Sverige. . Arten har tidigare förekommit i Övre Norrland men är numera lokalt utdöd. Artens livsmiljö är våtmarker, sjöar och vattendrag. Inga underarter finns listade i Catalogue of Life.